# Кекко Дзалоне
Кекко Дзалоне (итал. Checco Zalone, наст. имя и фамилия — Лука Паскуале Медичи итал. Luca Pasquale Medici; 3 июня 1977, Бари, Апулия, Италия) — итальянский актёр кино, сценарист, кинопродюсер, композитор, музыкант, комик, пародист.

## Биография
Изучал право в Университете Бари. Позже заинтересовался телевидением. В 2004 году дебютировал как актёр, с тех пор работал в качестве исполнителя и продюсера многих итальянских телевизионных постановок. В сотрудничестве с режиссёром Дженнаро Нунцианте с 2009 года снял четыре художественных фильма.
В 2016 году был сценаристом и снялся в главной роли в фильме режиссёра Дж. Нунцианте «К чёрту на рога», который собрал 65,3 миллиона евро, и стал самым кассовым итальянским фильмом всех времён.
Кроме актёрской и продюсерской деятельности, Кекко Дзалоне успешный музыкант и композитор, который выпустил уже несколько альбомов и синглов. Широко известен своим пародированием знаменитых итальянских исполнителей. Регулярно гастролирует со своими сценическими программами.
Стал знаменит в 2006 году благодаря своей песне Siamo una squadra fortissimi, созданной им в честь победы Италии на Чемпионате мира по футболу 2006 года.
В 2020 году снялся в главной роли в своём же фильме Толо Толо, который стал третьим самым кассовым итальянским фильмом, заработав в прокате 47 миллионов евро.
Автор 4-х киносценариев и музыки к 4 кинофильмам.

## Избранная фильмография
- 2002 — Зелиг
- 2009 — Я падаю с облаков
- 2011 — Какой прекрасный день
- 2013 — Солнце льёт, как из ведра
- 2016 — К чёрту на рога
- 2019 — Толо Толо

## Дискография
Альбомы

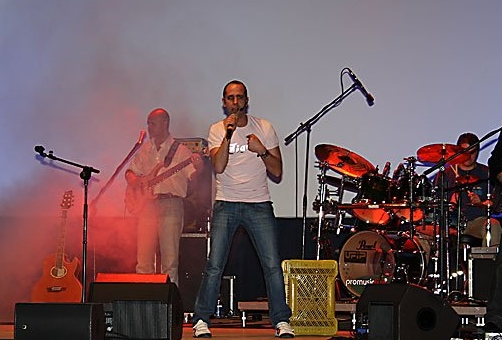
Выступление Кекко Дзалоне. 2008

- 2007 — Se ce l'ò fatta io … ce la puoi farcela anche tu
- 2009 — Cado Dalle Nubi
- 2013 — Sole a catinelle

Синглы
- 2006 — Siamo una squadra fortissimi
- 2006 — I juventini
- 2009 — Angelo
- 2011 — L’amore non ha religione
- 2012 — La cacada
- 2014 — Tapinho